# Theokratie
Theokratie (altgriechisch θεοκρατία theokratía, von θεός theós „Gott“ und κρατεῖν krateín „herrschen“) ist eine Herrschaftsform, bei der die Staatsgewalt allein religiös legitimiert und von einer (in der Sicht der Anhänger der Staatsreligion) göttlich erwählten Person (gottberufener Prophet, gottbegnadeter König usw.), einer Priesterschaft (Klerus) oder sakralen Institution (Hierokratie) auf der Grundlage religiöser Prinzipien ausgeübt wird. Ein auf der Theokratie basierender Staat wird auch als Gottesstaat bezeichnet, da die sozialen Normen göttlichen und nicht menschlichen Ursprungs sein sollen. Es gibt dort weder eine Trennung von Staat und Religion noch von weltlichem Recht und religiösen Vorschriften. Damit widerspricht die Konzeption einer Theokratie dem Ideal eines liberal-demokratischen Rechtsstaats. Führt die religiöse Legitimierung von Macht zu einer klerikalen Herrschaft, spricht man in der Politikwissenschaft von Priesteraristokratie.

## Beispiele von Theokratien in der Geschichte

### Altes Ägypten
Das Alte Ägypten, an dessen Spitze ein Gottkönig (Pharao) stand, lässt sich als Theokratie auffassen, also ein politisches Gebilde, dessen Monarch die Gottheit repräsentiert. Während der 21. Dynastie bauten Hoherpriester des Amun ihre Macht so sehr aus, dass sie faktisch zu den Herrschern von Oberägypten wurden.

### Zwölf Stämme Israels

Israel nach dem Tanach

Auch die Zwölf Stämme Israels bildeten laut der Bibel in vorstaatlicher Zeit eine Theokratie – ob als Amphiktyonie oder Kritarchie (Herrschaft der Richter, hebräisch: שופטים), ist allerdings umstritten. Von ca. 1250 v. Chr. bis zum Königtum ab Saul rund 1050 v. Chr. waren die Stämme nach dem Tanach eine, von Gott gelenkte, und besonders im Verteidigungskrieg einheitliche auftretende Größe. Kennzeichnend für die israelitische Theokratie der Richterzeit war das Fehlen von ständigen Verwaltungsorganen und das geringe Maß an Organisation sowie die Zuweisung von Eigenverantwortung an die Bürger, die insbesondere an der Verbundenheit zu Gott gemessen wurde. Die in dieser Zeit häufigen Einfälle von Nachbarstämmen wurden genau wie die Einsetzung von Richtern als regulierende Maßnahmen Gottes angesehen, die abhängig von dem allgemeinen Grad an Verbundenheit zu Gott ergriffen wurden. Da aber fast alle biblischen Passagen über diese Zeit erst viel später geschrieben und zudem stark religiös ausgedeutet wurden, gilt dies unter vielen Forschern eher als unhistorisch.

### Römisches und Byzantinisches Reich
Theokratisch war auch die Regierungspraxis der antiken römischen Kaiser. Nach dem Vorbild Alexanders des Großen, und in Anlehnung an die Herrscherkulte im hellenistisch geprägten Osten des Reiches, ließen sie sich selbst als Götter verehren. Der römische Kaiserkult hatte eine wichtige staatstragende Funktion. Die Huldigung des vergöttlichten Kaisers war gleichzeitig ein Bekenntnis zu den Prinzipien des römischen Reiches. Abgesehen vom öffentlichen Kaiserkult (sacra publica) galt Religion jedoch als Privatangelegenheit (sacra privata). Der polytheistische Götterhimmel der Römer bot Raum für religiöse Vielfalt und Toleranz.
Juden und Christen zogen gleichwohl Zorn auf sich, wenn sie sich beharrlich weigerten, den Kaiser als Gott anzuerkennen und damit aus Sicht der Römer auch die religiös legitimierte Staatsordnung ablehnten. Insbesondere Christen wurden daher als politische Gefahr angesehen und teilweise verfolgt.
Kaiser Konstantin I. leitete eine religiöse Wende ein. Er ließ die Christenverfolgungen unterbinden, erließ ein Toleranzedikt für die christliche Religion und förderte die Etablierung einer christlich-einheitlichen Kirche, mitsamt der Verfolgung von Häretikern, auch wenn bis heute strittig ist, ob bzw. wann er selbst sich taufen ließ. Kaiser Theodosius I. erhob später das Christentum zur Staatsreligion des römischen Reiches und verbot damit auch alle anderen Kulte mit Ausnahme des Judentums. Die einst verfolgte Kirche wurde nun mit weitreichenden politischen Privilegien ausgestattet, welche die umfassende Ausbreitung des Christentums ermöglichten. Im Oströmischen Reich lebte der Kaiserkult jedoch in abgewandelter Form fort, indem der Kaiser sich nun als christlicher Priesterkönig (rex sacerdos) und sogar als Stellvertreter Christi auf Erden verstand, was einer der Faktoren in den zunehmenden Konflikten mit dem seinerseits immer monarchistischer eingestellten Papsttum war, das sich seit dem 6. Jahrhundert machtpolitisch etablierte. Dieses erlebte seinen Macht-Höhepunkt bereits unter dem nach Universalherrschaft strebenden Innozenz III. (1198–1216).

### Altes Reich nach Karl dem Großen
Auch die westlichen Kaiser seit Karl dem Großen verstanden sich – mancher mehr, mancher weniger – als theokratisch. Das zeigte sich vor allem in der Praxis, Reichsbischöfe und -äbte ein- und abzusetzen (Investitur). Die Trennung zwischen geistlicher und lehnsrechtlicher Autorität bestand noch nicht im heute bekannten Maße, der Kaiser war sowohl oberster weltlicher als auch geistlicher Herrscher, zumal solange der Einfluss des Papsttums weltkirchlich noch überschaubar blieb. Referenz dieses Verständnisses war die Salbung, die die Gottgebundenheit des Herrschers darstellte. In der zeitgenössischen Panegyrik wurden immer wieder Vergleiche zu biblischen Königen wie Salomo und David gezogen. Als der Perfektion der theokratischen Praxis wird das sogenannte ottonisch-salische Reichskirchensystem gesehen, das unter Heinrich III. seinen Höhepunkt erreichte, der sogar Einfluss auf die Besetzung des Heiligen Stuhls nahm. Die von ihm unterstützte kirchliche Reformbewegung bekämpfte allerdings im Investiturstreit mit Heinrich IV. diese Praxis und schuf mit der (kirchen-)rechtlichen Trennung von Spiritualien und Temporalien ein Konstrukt, das den Kaiser nur auf die weltliche Autorität der Lehnsvergabe reduzierte. Nach dem Ende des Investiturstreites setzten sich allerdings die kaiserliche Investitur wie auch die Konflikte mit dem Papsttum noch lange fort.
Zu einer Fehldeutung kann der Titel der Schrift De civitate Dei (wörtlich: „Von der Bürgergemeinschaft Gottes“) des Kirchenvaters Augustinus verleiten, welche oft unzutreffend mit dem Begriff „Gottesstaat“ übersetzt wird. Dieser epochemachende Text behandelt jedoch keine theokratische Verschmelzung von Religion und Politik, sondern stellt vielmehr die unsichtbare, aber umfassende Herrschaft Gottes über die gesamte Weltgeschichte heraus. Augustinus unterscheidet dabei grundsätzlich zwischen der „Gemeinschaft Gottes“ (civitas dei) und der rein „irdisch-orientierten Gemeinschaft“ (civitas terrena). Damit liefert Augustinus bereits die theoretische Grundlage für die spätere Zweiteilung von geistlicher und weltlicher Macht, die im christlichen Mittelalter durch die gleichsam rivalisierende Verbindung zwischen Papst und Kaiser – in den modernen politischen Systemen seit der Aufklärung als organisatorische Trennung von Kirche und Staat zum Ausdruck kommt.

### Kalifate
In der muslimischen Welt gab es die theokratische Regierungsform des Kalifats, in der der Kalif, der Nachfolger oder Stellvertreter des Gesandten Gottes, sowohl die weltliche als auch die geistliche Herrschaft übernahm.

### Präkolumbische Hochkulturen

#### Maya
In der Maya-Kultur kam der Priesterschaft eine überragende Stellung in Staat und Gesellschaft zu, sodass sogar von einer totalitären Theokratie gesprochen wird.

#### Inka
Das Reich der Inka war eine Art staatsozialistische Theokratie, mit einem dynastisch legitimierten „Inka-Kaiser“ an der Staatsspitze, der als Sohn des Sonnengottes Inti und der Mondgöttin Mama Killa absolut herrschte. Der Begriff „Inka“ war ursprünglich der Titel des Priesterkönigs in der heiligen Hauptstadt Cuzco.

#### Azteken
Auch das Reich der Azteken wird von einer Vielzahl von Historikern als Theokratie betrachtet, da der Herrscher der Azteken ab etwa 1350 als Feuergott und Nachfolger Quetzalcoatls und Huitzilopochtlis verehrt wurde.

### Florenz, Genf und Zürich (15. und 16. Jahrhundert)

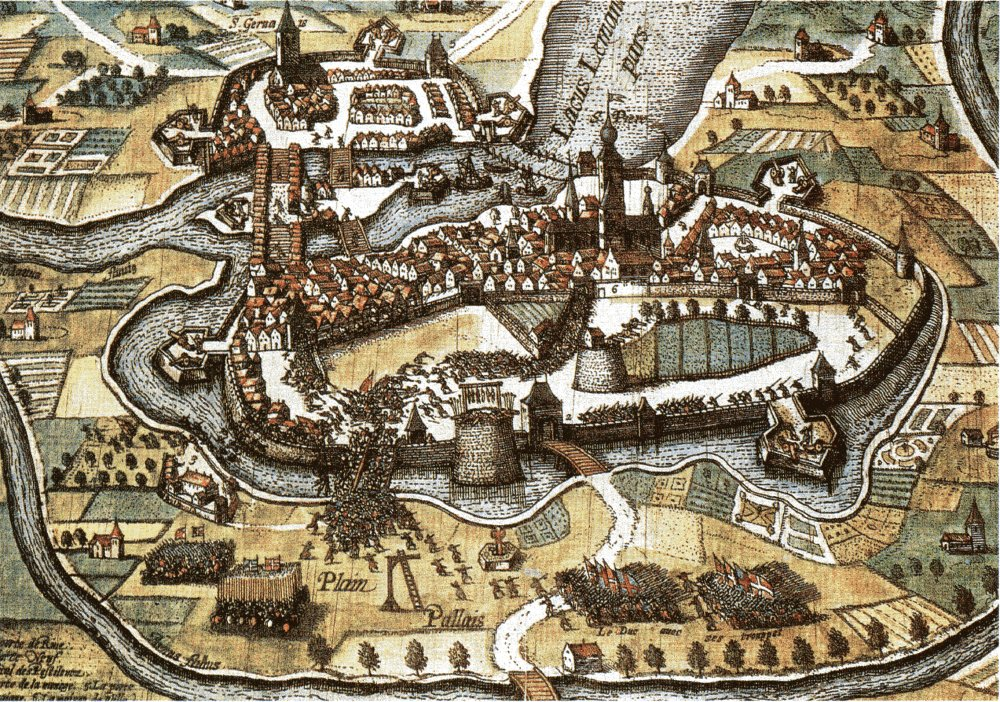
Genf in 1602

Als Theokratie werden von einigen Historikern auch die Regierungen der Städte Florenz, Genf und Zürich bezeichnet.
In Florenz errichtete der Bußprediger Girolamo Savonarola 1494 eine theokratische Republik, mit Christus als König, 1498 wurde er gestürzt und als Ketzer hingerichtet.
Bei Genf unter Johannes Calvin wurde von den Befürwortern einer solchen Einschätzung hervorgehoben, dass der Klerus enorme politische Macht im Alltäglichen hatte, von den Gegnern einer solchen Einordnung, dass Calvins Theologie für die Trennung von Staat und Kirche argumentiert.
Das politische System von Zürich unter Ulrich Zwingli wurde von einigen Autoren als Theokratie bezeichnet.

### Andere Beispiele
Unter dem Patriarch von Jerusalem, Dagobert von Pisa, gab es im 12. Jh. Bestrebungen, den Kreuzfahrerstaat Königreich Jerusalem in eine Theokratie unter dem Patrimonium des Heiligen Stuhls zu verwandeln. Tatsächlich übergab Gottfried von Bouillon, der Regent des Königreiches, Dagobert die Davidszitadelle und musste ihm versprechen, nach der Invasion Ägyptens ganz Jerusalem und Jaffa, sobald es erobert sein würde, dem Papst zu übergeben. Nach dem Tod Gottfrieds im Juli 1100 musste Dagobert allerdings Balduin von Boulogne als König von Jerusalem akzeptieren und seine Pläne zur Errichtung einer Theokratie aufgeben.
Weitere christliche Theokratien in Europa waren das Täuferreich von Münster von 1534/35 sowie das sich ab dem 16. Jahrhundert langsam herausbildende Fürstbistum Montenegro, in dem der von den montenegrinischen Clans gewählte Fürstbischof (Vladika) zugleich als weltliches und geistliches Oberhaupt des Staates fungierte. 1852 wurde es dann mit russischer Unterstützung in das säkulare Fürstentum Montenegro umgewandelt.
In Amerika gilt die Jesuitenreduktion, die im Zuge der Missionsarbeit der Jesuiten zwischen 1609 und 1767 in Südamerika bestand, als Theokratie.
Auch einige britische Kolonien entlang der Atlantikküste Nordamerikas trugen Züge einer Theokratie, beispielsweise das calvinistisch geprägte Massachusetts des 17. Jh. und das als Quäkerstaat angelegte Pennsylvania zwischen 1681 und 1756.
Der im 19. Jh. im Utah-Territorium angestrebte Mormonenstaat war ebenfalls ein letztlich gescheiterter Versuch, einen Gottesstaat einzurichten.

### Buddhistisch-lamaistische Theokratien

#### Tibet
Nachdem der fünfte Dalai Lama Ngawang Lobsang Gyatsho 1644 auch zum weltlichen Oberhaupt Tibets erklärt worden war, entwickelte sich eine Staatsform, die mit dynastischen Traditionen brach und Herrschafts- bzw. Regierungspositionen nur noch in festgelegten Zeiträumen gab. Diese spezielle tibetische Regierungsform mit dem Dalai Lama als religiös sanktioniertes Staatsoberhaupt wird verschiedentlich als Lamaistische Theokratie bezeichnet. Aus dem Selbstverständnis des tibetischen Staates, ein Land zu sein, in der die Religion das Maß aller Dinge war, kam dem lamaistischen Klerus und dem Mönchtum eine Ausnahmestellung zu. Die Religion drang in allen Bereichen des kulturellen Lebens ein und bestimmte auch das staatlich-soziale Gefüge.

#### Mongolei
Im späten 16. Jahrhundert kam es zu einer starken Missionierungsbewegung tibetischer Mönche in der Mongolei, die darin gipfelte, dass der Herrscher der Mongolen, Altan Khan, 1578 den Lamaismus zur Staatsreligion erklärte und dem geistigen Oberhaupt der Tibeter Sönam Gyatsho den mongolischen Ehrentitel Dalai Lama verlieh, der bis heute getragen wird. Altan erließ Gesetze, die den Klosterbau förderten und die den lamaistischen Klerus mit Privilegien und Sonderrechten ausstattete. Dadurch kam es zu einer engen Verschränkung Tibets mit der Mongolei. So wurde der Urenkel Altans Yönten Gyatsho sogar der vierte Dalai Lama Tibets. Die Mongolei entwickelte sich in den nachfolgenden Jahrhunderten zu einem semi-theokratischer Staat, in der Adel und Klerus einen Einheit bildeten.

#### Bhutan
Im 17. Jahrhundert wurden die feudalen Völker und Kleinstaaten Bhutans durch den Shabdrung Ngawang Namgyel, den lamaistischen Führer der Drugpa-Kagyü-Schule geeint und eine Theokratie errichtet, die bis zur Einführung der Monarchie 1907 bestand.

### Indianische Theokratien Nordamerikas

#### Pueblo-Kultur
Die Pueblo-Indianer lebten in einer von geheimen Priesterbünden, den so genannten Kaziken beherrschten Gesellschaft. Da diese Kaziken auch die Gouverneure die die politische und administrative Verwaltung des Stammesgebietes wahrnahmen, bestimmten und somit enormes politisches Gewicht hatten, kann man von einer Art Theokratie sprechen.

#### Natchez
Die Natchez-Indianer zelebrierten einen Sonnenkult mit einem obersten Häuptling in Zentrum, der als Große Sonne bezeichnet und als Gott verehrt wurde. Dieser Sonnengott-Glaube war die Staatsreligion der Natchez-Indianer und wurde von einer adeligen Priesterkaste verwaltet, die zugleich auch die politische Führungsschicht der Gesellschaft war.

## Theokratien heute

Theokratische Republiken heute
Teilweise theokratische Republiken
Republiken mit Staatsreligion
Republiken mit besonderer Anerkennung einer bestimmten Religion

Westliche Staaten strebten seit der Aufklärung eine Trennung zwischen Staat und Religion an. Manche versuchen sogar explizit einen Laizismus zu vertreten, was aber nicht selten fundamentalistische Gegenreaktionen ausgelöst hat.

### Islamische Republik Iran
Ein Beispiel für einen heutigen Staat, der den Anspruch erhebt, eine Theokratie zu sein, ist die 1979 gegründete Islamische Republik Iran. In ihr übt ein Ajatollah, der höchste schiitische Islamgelehrte, das führende Staatsamt des Obersten Führers oder Religionsführers aus. Zwar enthält das politische System des Iran pseudodemokratische Elemente, die es laut Verfassung sogar ermöglichen, dass der direkt vom Volk gewählte Expertenrat den Obersten Führer abwählt. Zu bedenken ist aber, dass die zur Wahl zugelassenen Kandidaten nur Mullahs mit mindestens dem religiösen Titel Hodschatoleslam, die nach Art. 109 der Verfassung zur politischen und gesellschaftlichen Führung geeignet sind und die Fähigkeit zur Erteilung von Rechtsgutachten (Idschtihād) haben, sein können. Faktisch dürfte die Abwahl des Führers eine rein akademische Frage darstellen, da der Führer die Hälfte des Wächterrats bestimmt und dieser die Vorauswahl der Kandidaten des Expertenrates vornimmt.

### Islamisches Emirat Afghanistan
Auch das 1996 erstmals und 2021 wiedererrichtete Islamische Emirat Afghanistan wird als Theokratie bezeichnet, da die Taliban einen islamischen Gottesstaat mit einer extrem streng ausgelegten Interpretation der Scharia anstreben.

### Staat Vatikanstadt
Der Staat Vatikanstadt wird als Theokratie bezeichnet, da er durch den sogenannten Stellvertreter Christi auf Erden, den Papst, regiert wird. Als Angleichung an die Rechtspraxis moderner Verfassungsstaaten verfügt der Vatikanstaat seit seiner Gründung 1929 über ein Grundgesetz, das im Jahr 2000 erneuert wurde. Dennoch subsumiert man den Vatikan nicht auf Anhieb unter dem Begriff der Theokratien, weil die päpstliche Herrschaft in einer für Theokratien unüblich erscheinenden pragmatischen Weise damit begründet wird, dass er für die Freiheit der Kirche (insbesondere von weltlichen Machthabern) eine kleine souveräne territoriale Basis benötige. Insofern als der Vatikanstaat unter der Herrschaft von Geistlichen steht, steht er eher in der Erbschaft der Fürstbistümer feudaler Zeiten und natürlich des Kirchenstaates; wobei er wie dieser, und im Unterschied zu jenen, keinen Lehnsherren über sich hat.

### Autonome Mönchsrepublik Athos
Der Berg Athos ist eine autonome Republik unter griechischer Souveränität. Aus jedem der zwanzig Großklöster auf der schwer zugänglichen Halbinsel werden zwei orthodoxe Mönche in das Parlament nach Karyes gewählt. Die Regierung wird aus vier Mönchen von verschiedenen Klöstern gebildet, die über Gesetzesvorschläge einstimmig entscheiden. Den Regierungsvorsitz hat ein jährlich vom Parlament gewählter Protos. Die Aufgaben der Exekutive und der Judikative werden von den zwanzig Großklöstern wahrgenommen, die jeweils von einem auf Lebenszeit gewählten Abt geleitet werden. Athos genießt einen autonomen Status innerhalb Griechenlands und ist nicht Teil des Umsatzsteuergebiets der Europäischen Union. Da der Berg Athos nur von Personen männlichen Geschlechts betreten werden darf, handelt es sich gleichzeitig auch um eine Androkratie.

## Theokratismus
Der Theokratismus möchte an der Verwirklichung eines Reiches Gottes „auf Erden“ mitwirken und die Theokratie als politisches Gestaltungsbild durchsetzen. Er wird dadurch zur politischen Religion und Staatsideologie. Die absolutistische Vorstellung des Gottesgnadentums kommt einer theokratischen Vorstellung sehr nahe.

## Heilserwartungslehren
Christen erwarten für die Zeit nach der Wiederkunft Christi beim Jüngsten Gericht eine „Königsherrschaft Gottes“ (basileia tou theou) unter der unmittelbaren „Macht und Herrlichkeit“ des Herrn Jesus Christus, die seit der Frühzeit des Christentums mit chiliastischen und millenaristischen Vorstellungen verbunden ist.
Die Zeugen Jehovas und generell die Bibelforscherbewegung erwarten eine konkrete, diesseitige Theokratie auf der „gereinigten Erde“, während die traditionellen Christen das Reich Gottes als ein jenseitiges Himmelreich in der Ewigkeit des allmächtigen Herrgottes – außerhalb der Raum-Zeit-Dimension – begreifen.